# Show Boat
Show Boat je američki mjuzikl u dva čina iz 1927. godine za koga je muziku napisao Jerome Kern, a libreto i tekst Oscar Hammerstein II. Temelji se na istoimenom romanu Edne Ferber iz 1926. godine. Radnja se odvijala na plovećem kazalištu na rijeci Mississippi od 1880-ih do 1920-ih. Mjuzikl je premijerno izveden na Broadwayu u produkciji Florenza Ziegfelda 19. prosinca 1927. 
Smatra se jednim od najvažnijih mjuzikala u povijesti, prije svega zato što je imao "epsku" radnju, odnosno bavio se ozbiljnim društvenim temama poput siromaštva, rasizma na američkom Jugu nasuprot dotadašnjih "laganih" i neozbiljnih i eskapističkih opereta, unijevši u žanr mjuzikla dotada nevjerojatnu količinu socijalnog realizma. Izvorna postava je također bila važna po tome što je razbila dotadašnju rasnu segregaciju na Broadwayu, onosno bila prvi kazališni komad u kojem su crnci i bijelci istovremeno nastupali na pozornici.
Pjesme iz tog mjuzikla - kao Ol' Man River i Can't Help Lovin' Dat Man - poslije su postale velike uspješnice. Često su ih obradili ugledni glazbenici. Hollywood je triput ekranizirao ovaj mjuzikl - 1929. godine (temeljen na romanu, ali s dijelom pjesama iz mjuzikla); 1936. godine (crno-bijela inačica) i 1951. godine (inačica u boji).
Iako se smatra jednom od najvažnijih djela američke kulture 20. st., danas je često predmet kritičara koji mu zamjeraju da se prema crnačkim likovima odnosi na za današnje standarde neprimjeren i politički nekorektan način, a kao primjer se navodi korištenje izraza "nigger" u originalnom libretu.

## Vanjske poveznice
- (eng.) Informacije o mjuziklu
- (eng.) PBS.org info about Show Boat  Arhivirana inačica izvorne stranice od 2. veljače 2009. (Wayback Machine)
- (eng.) Scena.org - raščlamba predstave  Arhivirana inačica izvorne stranice od 10. studenoga 2016. (Wayback Machine)
- (eng.) Povijest predstave  Arhivirana inačica izvorne stranice od 23. veljače 2017. (Wayback Machine)
- (eng.) Slike s Show Boata
- (eng.) Post-Gazette  Arhivirana inačica izvorne stranice od 28. lipnja 2011. (Wayback Machine) Informacije i kronologija Show Boata
- (eng.) Detaljni popis velikih produkcija[neaktivna poveznica] Ovrtur.com